# Pascale Ehrenfreund
Pascale Ehrenfreund (Viena, 24 de junio de 1960) es una astrobióloga austríaca. Fue profesora de astrobiología en la Universidad de Ámsterdam y la Universidad de Leiden entre 2003 y 2005 y presidenta del "Fondo para la ciencia de Austria" (Fonds zur Förderung der wissenschaftlichen Forschung (FWF) en alemán) desde 2013 hasta su nombramiento como CEO del Centro Aeroespacial Alemán en 2015. Es la primera mujer en ocupar este cargo en un instituto de investigación en Alemania.

## Biografía
En 1983 comenzó sus estudios en Astronomía y Biología en la Universidad de Viena. Continuó sus estudios en Biología molecular en el Instituto de Biología Molecular de Salzburgo, parte de la Academia Austríaca de Ciencias graduándose en 1988 con el trabajo "Purificación y caracterización de una aminopeptidasa procedente de Streptomyces plicatus"  y en la Universidad de París 8, donde en 1990 obtuvo su doctorado en Astrofísica con la tesis "Estudios espectroscópicos visible e infrarrojo de hidrocarburos aromáticos policíclicos y otros clústers de carbono". Realizó el post doctorado en el Observatorio de Leiden como miembro de la Agencia Espacial Europea (ESA) y del Centro Nacional de Estudios Espaciales (CNES), obteniendo una beca Marie Curie. En 1996 acepta una beca de la Academia Austríaca de Ciencias para comenzar su investigación en "Polvo cósmico", culminando con su tesis de habilitación en 1999.

## Honores y membresías

### Premios
- 2011 - NASA Group Achievement Award for the O/OREOS satellite mission
- 2001 - Premio de astronomía Pastoor-Schmeits
- 2001 - New Impulse Grand, Gobierno de los Países Bajos
- 1999 - Asteroide (9826) Ehrenfreund 2114 T-3
- 1996 - Premio APART, Academia Austríaca de Ciencias[6]

### Academias y Comités
- 2016 - Vicecanciller, International Space University
- 2015 - Vicepresidente, Asociación Helmholtz (Aeronautics-Space-Transportation)
- 2015 - Junta Directiva, University Space Research Association USRA, Region III
- 2014 - Miembro, International Institute of Space Law IISL
- 2012 - Miembro, NRC Committee on Astrobiology and Planetary Science CAPS
- 2010 - Presidente, Committee on Space Research COSPAR Panel on Exploration PEX